# Pansofia
Pansofia je latinský název (řeckého původu) třetí knihy díla De rerum humanarum emendatione consultatio catholica (v českém překladu: Obecná porada o nápravě věcí lidských), kterou napsal při svém pobytu v Nizozemí v závěru svého života Jan Amos Komenský. Řecké slovo pan znamená vše či všezahrnující, sofia znamená moudrost. Proto slovo Pansofia sám Komenský vykládá jako Všeobecná moudrost.

## Doba a okolnosti vytvoření díla
Je těžké určit, kdy přesně vznikaly jednotlivé části Porady a Pansofie. Z korespondence i ze spisů Komenského vyplývá, že od roku 1642 již pomýšlel na své největší dílo. Víme, že v roce 1644 je toto dílo rozděleno do sedmi částí a Pansofia je jednou z nich. O rok později je celé dílo uváděno s nám již známým titulem De rerum humanarum emendatione consultatio catholica.

## Struktura díla

### Titulní list, citáty autorit a dedikace
Titulní list knihy Pansofia nadepisuje Komenský takto:
```
Kniha do obecného vlastnictví lidskému rodu

PANSOFIA

   to jest

Všeobecná moudrost

   založená na samé lidské přirozenosti tak,
že pomocí všech vrozených obecných znalostí,
vrozené touhy po dobru a správného poznání
snah a prostředků k dosažení touženého,
jakož i jejich řádného uplatnění při všech dílčích krocích
mohou VŠICHNI lidé zřetelně vidět VŠECHNO své dobro a zlo,
dobra dosáhnout, budou-li je sledovat po ZCELA neklamných cestách,
a zlu uniknout, budou-li mu unikat.
   Aby bylo možné u celého lidského rodu dosíci dokonalého myšlení,
dokonalé řeči a dokonalého vytváření věcí,
a tím aby se konečně jednou mezi lidmi dosáhlo všeobecné svornosti,
aby se ze světa (uzná-li Bůh za dobré) vymýtily nesváry, je dílo
   
věnováno všem národům země
```

Jak bylo obvyklé, následují citáty autorit, které Komenský vzápětí komentuje [v hranatých závorkách]:
- Platón: Cílem veškeré činnosti je nějaké DOBRO.

[Lidský život je přece činností naplněn: je tudíž naplněn i pachtěním za dobrem, a to s nekonečnou rozmanitostí.]
- Aristotelés: DOBRO je to, po čem všichni prahnou.

[Všichni lidé jsou přece zaujati touhou po nějakém dobru: všichni se tedy musí učit, co je dobré doopravdy nebo zdánlivě.]
- Seneca: Dokonalý ROZUM je výsadním DOBREM člověka.

[To je sice pravda, ale je to neúplné: Chybějí přece dokonalá vůle a dokonalá ctnost. Prvním dokonale chápeme, co je dobré; druhou si dokonale přejeme dobro a odmítáme zlo; třetí nás vede k dokonalému sledování zvoleného dobra a k uhýbání dokonale zavrženému zlu.]
- Mojžíš (Ex 33, 18.19): Svou SLÁVU mi ukaž, Pane! Na to pán: Ukáži ti veškeré své DOBRO.

[Boží sláva tedy znamená ukazovat lidem veškeré vlastní dobro a sláva lidí mít účast na veškerém Božím dobru. Proto přistupte všichni, hledejte veškeré dobro, abyste unikli před veškerým zlem!]
Dále následují dvě jednostránkové a jedna rozsáhlá dedikace, jmenovitě:
- Po Bohu svrchovaní vládcové zemí, CÍSAŘOVÉ, KRÁLOVÉ, KNÍŽATA a PŘEDSTAVENÍ OBCÍ, slyšte! …
- Vznešenému výhonku starobylého kmene, GERHARDU de GEER, dědičnému pánu na Osterbuy atd. …
- Zasvěceno JEDNOMU na nebesích, VŠEM na zemi! … končící slovy: "JEDNOMU na nebesích chvála a sláva a VŠEM na zemi již od této chvíle ustavičné světlo, mír, blaženost a radost. Amen! Ó sjednoťme se jednou! Abychom nezůstali rozděleni na věky, aby nevyzněla naprázdno Filónova slova: Kráčí-li před námi Bůh, všechno neschůdné je schůdné.

### Titulní list vlastní knihy a citáty autorit
Vlastní kniha začíná titulní stránkou:
```
Obecné porady o nápravě věcí lidských
   
část třetí

PANSOFIA
   
v níž

se vedou porady o tom, jak podřídit
VŠECHNY VĚCI jednomu stálému, jasnému, pevnému ŘÁDU
a věčným ZÁKONŮM PRAVDY
  
a předvádí se ukázka ne zrovna nevydařeného pokusu o tak závažnou věc
```

Tak závažná věc musí být opět podepřena citáty autorit:
- Aristotelés: Úkolem moudrého je USPOŘÁDÁVAT.
- Šalomoun: S MÍROU, POČTEM a VÁHOU uspořádal všechno Bůh. (Moudrost 11, sv, 20)
- Platón prohlašoval, že bude jako kroky boha následovat toho, kdo by uměl ROZDĚLOVAT VĚCI podle toho, jaké skutečně jsou

což Komenský komentuje slovy: Přistupme tedy! Zkusme znovu zkoumat NITRO VĚCÍ! Aby bylo zřejmé, jakým způsobem se od věcí pravních a nejnižších, nejmenších a nejjednodušších dojde přes všechny mezistupně k věcem posledním a nejvyšším, největším a nejsložitějším.

### Porada o sepsání knihy Pansofia
Zde na místě předmluvy Komenský v 67 bodech stručně pojednává o tom, proč byla Pansofia napsána. Obsah porady shrnuje v záhlaví slovy:
Kde nejprve o tom, jaká to kniha je žádána (6 až 20), proč jsou ona tolikerá přání nezbytná (21–30), jaké se zde naskýtají možnosti (31–36) a jak těmto snahám zjednat schůdnost (37–47). Posléze následuje výzva k učinění pokusu a k vydání ukázky (48). A jaká ukázka bude již předložena zde, 50 a d.

### Grady
Vlastní spis Komenského je rozdělen do osmi částí, které popisují osm pansofických světů (gradů). Přesněji řečeno, první část díla popisuje gradus základní, stojící mimo vlastní schéma pansofických světů, tj. svět možný (hypotetický), a po něm se další části díla postupně věnují všem sedmi reálným pansofickým světům. Z oněch sedmi reálných chápe Komenský první tři jako tři divadla, ve kterých Věčná moudrost provozuje své hry. Po nich následují další tři divadla, ve kterých provozuje své hry člověk. Celou strukturu pansofických světů si můžeme znázornit následovně:
- svět hypotetický:

1. Mundus possibilis (Svět možný) – je ideálním, základním světem, mustrem, myšlenkovou soustavou, podle kterého nejdříve Bůh a po něm i lidé tvoří reálné světy, jichž je po řadě sedm:
- světy reálné:
  - tři světy stvořené Bohem ve třech dimenzích:
    - v dimenzi věčnosti: 2. Mundus archetypus (Svět pravzorový neboli ideový) – soustava reálně pojatých idejí, tj. reálná metafyzika Komenského, odpovídající platónské víře v realitu idejí, existujících v nekonečném jsoucnu. Je to svět, který se jako skutečnost odráží v lidské mysli a je zdrojem správných a pravdivých vrozených obecných pojmů, instinktů a potencí.
    - v dimenzi věků: 3. Mundus intellectualis, Mundus angelicus (Svět bytostí duchových) – jsou to bytosti rozumné, ale nehmotné (andělé a ďábli).
    - v dimenzi času: 4. Mundus materialis (Svět hmotný) – svět, který známe a který nás obklopuje, je to svět daný. Zde si Komenský klade za cíl vytvořit křesťanskou fyziku.

  - tři světy tvořené člověkem podle Božích vzorů, v nichž usiluje o to, co jej těší:
    - 5. Mundus arteficialis (Svět lidské dovednosti) – Bůh tvoří, zachovává a ovládá všechny věci, a člověk jej v tomto světě napodobuje tím, že přetváří tvory v celém světě a přizpůsobuje je různým účelům a vytváří tak nové podoby věcí, odlišné od podob přirozených, jakási nová stvoření, jejichž rozmanitost je nekonečná
    - 6. Mundus moralis (Svět mravní) – jedná o mravních normách života jednotlivce i společnosti. Bůh ovládá a řídí svým rozumem rozumné tvory, tj. anděle a lidi, a člověk Boha napodobuje tím, že se obrací k sobě samému a k těm, kteří jsou obdařeni stejnou přirozeností a tak sám sebe i jiné řídí, pořádá a svazuje pouty zákonů, zřizuje různé společnosti a společenská sdružení.
    - 7. Mundus spiritualis (Svět duchovní) – svět náboženský, representující styk lidských duší s Bohem. Bůh sám od sebe, skrze sebe a v sobě přebývá a prožívá své věčné slasti, a člověk se jej snaží napodobit tím, že se z nekonečné touhy po nekonečném dobru obrací k Nekonečnému jsoucnu a velebí jej jako pramen a nekonečnou a bezednou hlubinu nejvyššího dobra.

  - 8. Mundus aeternus (Svět věčný) – svět, který se navrátil pod vládu Boží moudrosti, moci, milosrdenství a spravedlnosti, uzavírající cyklus pansofických světů.

Komenský nám zde představuje veškerenstvo jakožto cyklus světů, jinak řečeno, jakožto cyklický systém světových vrstev, které jsou zvnějšku i vnitřně organicky konzistentní. Jedná se o postupný úpadek a degeneraci. K nápravě pokaženého světa má dopomoci právě předkládané dílo Obecná porada o nápravě věcí lidských, jejíž je Pansofia jen jednou částí. Dokonalá náprava světa lidskými prostředky ovšem možná není, toto dílo musí završit sám Bůh stvořením posledního ze světů, světa věčného, ve kterém bude vše opět navráceno Boží dokonalosti. Komenského slovy:
"Svět ideální byl jakousi Boží pečetí, která vtiskla určitým konečným a navzájem odděleným OTISKŮM plnost své nekonečné a neomezené bytnosti. Tato pečeť vtištěná do světa andělského se do něj otiskla tak dokonale, jak jen to stvoření dovolilo. Ve světě materiálním se otiskla méně dokonale, protože látka je nepoddajná. Ještě nedokonaleji to dokázala ve světě lidské dovednosti, protože dovednost jen nedostatečně napodobuje přírodu. Ještě nedokonaleji se otiskla ve světě mravním, protože lidé dbají o své mravy méně než o vnější činnost. A opět nedokonaleji pronikla do světa duchovního, protože ve styku s Bohem se lidé chovají nedbaleji než ve styku se sebou samými. Nuže, Bůh všechny tyto nedokonalosti odstraní a uvede vše zpět do sebe, to jest, do nejjednoduššího a nejdokonalejšího, a tedy blaženého stavu věčnosti, který nazýváme světem věčným (v němž bude Bůh ve všem vším)."

## Světy

### Mundus possibilis
Svět možný neboli ideální je jakožto svět hypotetický základem čili podstatou celé Pansofie. Dle Komenského Je to úplná a dobře uspořádaná soustava myšlenek, totiž všechno, co si zdravá mysl může jasně představit, zdravě žádat a bezpečně vykonat. Je zřízena v mysli proto, aby člověk mohl rozhodovat o všem, cokoli se mu kdy naskytne, rozhlíží-li se kolem sebe, zda je to rozumné, zda žádoucí a zda vykonatelné.
Přehled světa možného čili ideálního:
1. Co je svět možný a kde jej třeba hledat. Jeho principy vědět, chtít, moci.
2. O myšlení, staviteli světa možného; co je myšlení a odkud pochází; dále o jeho trojím předmětu, jímž je nic, něco, všechno.
3. Že se NIC, NĚCO, VŠECHNO může myslit, mluvit, konat. Při myšlení je možno věci chápat nebo nechápat, volit nebo odmítat, vyhledávat je nebo jich nedbat. A jaké jsou v tom rozdíly.
4. Rozdělení a zákony věcí chápatelných.
5. Rozdělení a zákony věcí volitelných.
6. Rozdělení a zákony věcí konatelných.
7. Úplná soustava možného světa, rozdělená na podstaty, případy, nedostatky. Co je každé z těchto ve své bytnosti a jak se třídí podle určitých rozdílů.
8. Že všechno myšlené, mluvené a konané se různým způsobem kombinuje. Třídy a zákony kombinací.
9. Že všechno, co se myslí, mluví a děje, se různým způsobem konklobuje. Odtud vycházejí různé třídy a zákony konglobací, neboli rozmanité soustavy věcí.
10. O užitku možného světa tak nazíraného: Bude totiž klíčem k pohotovému chápání všech věcí, které kde jen jsou a které se vyskytnou v celé pansofii a s kterými se může kterýkoli člověk po celou dobu svého života setkávat, i k jejich přesnému rozlišování jakoby podle objevených všeobecných základů a zákonů, forem a norem věcí.

### Mundus archetypus
Druhý stupeň Pansofie, v němž člověk odhaluje zdroj své mysli, totiž mysl věčnou (v ní pak svět ideový čili pravzorový).
Přehled Světa pravzorového:
1. Co je svět pravzorový a zda existuje.
2. O jeho stavitelce Věčné bytnosti, která povstává z věčného nic a sama sebe uskutečňuje. Z toho vzniká jsoucno uskutečněním nekonečné, které v sobě zahrnuje všechno v nekonečné míře.
3. Věčné jsoucno je ryzí jsoucno a není v něm žádné nejsoucno.
4. Věčné jsoucno je jediné, pravdivé a dobré a není v něm žádná mnohost, nepravda a zlo.
5. Věčné jsoucno má v sobě všechno, co si lze myslit, v nejdokonalejšé úplnosti a nemá v sobě nic nedokonalého.
6. Je nekonečným bytím a neplatí pro ně žádné meze času, místa atd.
7. Je tím, co věčně myslí; o obsahu jeho myšlení, tj. o celém ideovém světě.
8. Je tím, co věčně volí; o tom, co buď volí, nebo odmítá, o bezedné hlubině Božích soudů.
9. Je tím, co věčně jedná; o tom, co koná nebo nekoná, o odlišnostech skutků Božích od skutků konaných v čase.
10. Jaký plyne užitek z jasného poznání věčného jsoucna, nahlédneme-li je o sobě, pro dokonalejší poznávání všeho ostatního, co z něho jako ze svého pramene vyvěrá.

### Mundus intellectualis (Mundus angelicus)
Třetí stupeň Pansofie, jenž obsahuje inteligibilní svět andělský. Dle Komenského Svět inteligibilní je soustava Božích děl, utvořených nemateriálně podle věčných idejí, kterou nemůžeme chápat žádným z tělesných smyslů, nýbrž toliko rozumem a vírou.
Přehled Světa andělského:
1. Co je svět andělský a zda existuje
2. Kdy a jak byl svět andělský stvořen
3. O principech světa andělského a přirozenosti, která z jejich spojení vzniká
4. O podstatách světa andělského. Jsou to čisté mysli čili duchové, a proto se nazývají andělé
5. O rozumu andělů a jejich řeči
6. O vůli andělů a jejich vášních
7. O síle andělů a o jejich činnostech v jejich oblasti
8. O případcích, kombinacích a konglobacích světa andělského a jeho úplné soustavě
9. O nedostatcích světa andělského, o jeho úpadkových zjevech a zrůdách, jedním slovem o světě satanském
10. O Boží moudrosti, jež řídí svět andělský, o tom, jak se upltňuje a jaké jsou výsledky

### Mundus materialis
Čtvrtý stupeň Pansofie, v němž se předkládá k úvaze svět materiální neboli tělesný s viditelnými stvořenými věcmi a to, co se v nich a ohledně nich děje silou PŘIROZENOSTI. Dle Komenského Tělesný svět je viditelné divadlo Boží, všude pohyblivé a vytvořené podivuhodnou mechanickou zručností proto, aby se nekonečná Boží moc, moudrost a dobrota měly kde rozvíjet novými způsoby pro rozličné potěšení své i svých tvorů, jak nyní za existence těch tvorů, tak na všechny věky věků.
Přehled Světa materiálního:
1. Co je materiální svět a odkud pochází, čili o jeho principech.
2. O stavitelce materiálního světa, PŘIROZENOSTI, jejímž působením všechno vzniká, je a jedná.
3. O přirozenosti principů viditelného světa, látky, ducha a světla čili ohně, a o jejich trojím příbytku, síře, soli a rtuti.
4. O prvním uplatněním přirozenosti a o nástroji k věcné činnosti, POHYBU, o ZMĚNÁCH z něho vycházejících a o sedmi stupních takto vzniklých výtvorů.
5. O sedmi stupních podstat na tomto světě, a nejprve o podstatách, jež postrádají samy o sobě schopnost pohybu, o živlech, a o tom, co ze živlů vzniklo, a to v sedmero stupních. Ze tří principů:
  1. Látka – první stvořené jsoucno, nehnuté, strnulé, nepohyblivé
  2. Duch – první pohyblivé
  3. Oheň – první pohyb přijal a předává (allokinéton)

vychází sedm stupňů podstat:
  1. Živly se pohybují pouze přímo vpřed, aby se každý v sobě odděloval a spojoval
  2. Páry přímo vpřed a do stran, aby se mísily
  3. Povětrnostní jevy směrem do sebe a mimo sebe, aby se mezi sebou spojovaly a aby se oddělovaly od jiných
  4. Nerosty
  5. Rostliny vzhůru, dolů do stran, dovnitř i navenek – rostoucí
  6. Živočich je první tvor, který se přemísťuje (topokinéton)
  7. Člověk, všestranně pohyblivý, první tvor, jenž svobodně jedná (autexioysion)
6. O samohybných podstatách, živočiších, kteří jsou obdařeni životem, smyslovým vnímáním a možností svobodného pohybu, a to rovněž v sedmi stupních. Celé pojednání o živočichu spočívá ve výkladu schopnosti:
  1.  živit se
  2.  žít
  3.  smyslově vnímat
  4.  pohybovat se z místa
  5.  vyjadřovat se
  6.  bránit se
  7.  rozmnožovat se
7. O ČLOVĚKU, uživateli tohoto světa.
8. O případcích materiálního světa, o jeho kombinacích a konglobacích.
9. O dokonalosti a nedokonalosti materiálního světa a o vyskytujících se nehodách, nedostatcích a zrůdách.
10. O uchování a řízení materiálního světa:
  1.  prostřednictvím sebe samého
  2.  prostřednictvím andělů
  3.  skrze všudypřítomné bezprostřední spolupůsobení samotného Tvůrce, jež nazýváme PROZŘETELNOSTÍ.

Pak o posledních věcech tohoto světa a o užitečnosti tohoto tak jasného poznání přírodních věcí.

### Mundus arteficialis
Svět lidské dovednosti čili pansofického světla stupeň pátý, v němž se předkládá ke zkoumání čtvrtý podle idejí vytvořený svět, svět lidské dovednosti se vším, co má původ v lidské přičinlivosti. Látkou naší dovednosti jsou díla Boží, formou naší dovednosti je napodobení nebo přetváření, cílem pak rozmanité užití v životě a příjemné potěšení.
Přehled Světa lidské dovednosti:
1. Co je svět lidské dovednosti a jaké jsou jeho principy
2. O jeho stavitelce DOVEDNOSTI
3. O dovednosti, je se uměle zabývat principy těles, tj. látkou, duchem a ohněm, dále pak živly
4. O dovednosti, je se uměle zabývat povětrnostními jevy a nerosty
5. O dovednosti, je se uměle zabývat rostlinami
6. O dovednosti, je se uměle zabývat živočichy
7. O dovednosti, jak ovládat lidskou přirozenost vzhledem k tělu a duši
8. O dovednostech zabývajících se případky věcí
9. O dokonalosti světa lidské dovednosti a o nedostatcích a zrůdách, které se zde vyskytují
10. O řízení světa lidské dovednosti a o zániku dovedností

### Mundus moralis
Pansofického světla stupeň šestý, v němž se předkládá ke zkoumání pátý podle idejí vytvořený svět, Svět mravní, spolu s celým okruhem lidské rozumnosti (jak by měla působit při vládě lidí nad lidmi). Základem světa mravního nechť je totožnost čili stejnost lidské přirozenosti, jež požaduje, aby všichni lidé žili lidsky a nikoli tupě jako zvířata. To nastane, jestliže se všichni lidé naučí žít rozumně a moudře.
Přehled Světa mravního:
1. Co je svět mravní a jaké jsou jeho principy?
Tři principy mravního světa jsou:
  - Látka, tj. sám člověk chápaný jako suverén, ať jako jedinec, nebo v jakémkoli společenství (nebo jako svobodná vůle)
  - Duch, tedy vrozená touha po duševním klidu a věčná snaho o jeho dosažení
  - Světlo, trojí zdroj Božích varování:

  1. světlo svědomí
  2. příklady jiných stvoření
  3. světlo Božího zákona
2. O jeho stavitelce, lidské ROZUMNOSTI. Mravní rozumnost má tři součásti:
  - Využívání čili užívání
  - Napodobování
  - Ovládání

a to všechno:
  - sebe samého – jednotlivě
  - druhého – společně
  - jiných – hromadně
3. Rozumnost při ovládání sebe samého – ETIKA
4. Rozumnost při řízení sebe samého i jiného – SYMBIOTIKA
5. Rozumnost při ovládání jiných lidí, sloučených v nějakém společenství, především v rodině – EKONOMIKA
6. Rozumnost při řízení školství ve státě – SCHOLASTIKA
7. Rozumnost při řízení obce – POLITIKA
8. Rozumnost při řízení království – BASILIKA čili MONARCHIKA
9. O nedostatcích a zrůdách překážejících vládě nad lidskou přirozeností
10. O řízení světa mravního a o zániku lidské rozumnosti

### Mundus spiritualis
Sedmý stupeň Pansofie obsahující šestý podle idejí vytvořený svět, jímž je Svět duchovní, v němž se zkoumají nejhlubší vztahy nejvyšších duchů, to je Boha, lidské duše a andělů, pomocníků Božské prozřetelnosti v péči o člověka. Svět duchovní je soustava věcí, které umožňují nejvyšším duchům, tj. lidským myslím, styk s Bohem (a anděly) a tím dosažení blažené účasti na věčnosti.
Přehled Světa duchovního, sestavený paralelně podle předcházejících světů:
1. Co je duchovní svět a jaké jsou jeho principy
2. O NÁBOŽENSTVÍ, staviteli duchovního světa, a o jeho prvotním ustavení
3. O opuštění čili pokažení náboženství přetržením pouta mezi Bohem a člověkem
4. O obnovení náboženství, čili o novém navázání pouta mezi Bohem a lidmi skrze PROSTŘEDNÍKA, jak to bylo zaslíbeno a Zákonem, který byl mezitím dán, předem ukázáno
5. Jakým způsobem se všechno to, co bylo o Prostředníku slíbeno a v předobrazech ukázáno, naplnilo v JEŽIŠI NAZARETSKÉM a plní se jeho působením i prostřednictvím v jiných jeho spolubratrech
6. Jak bylo poté, když Prostředník odtud opět odešel, zvěstováno světu ono obnovení, jež má nastolit nové náboženství, podobné prvopočátečnímu
7. O dovršení zbožnosti, kterou obnovil Kristus, skrze znovuzrození
8. O náboženských kombinacích a konglobacích, tj. o církvi a společenství svatých
9. O stále se vyskytujících nedostatcích a zrůdách náboženství
10. O vládě nad duchovním světem a o zániku náboženství a církve

### Mundus aeternus
Pansofického světla stupeň osmý, předvádějící očím smrtelníků sedmý podle idejí vytvořený svět, Svět věčný, hlubinu, jež do sebe pojímá všechny světy předešlé. (Neboť: Jak je psáno: Co oko nevidělo a ucho neslyšelo, co ani člověku na mysl nepřišlo, připravil Bůh těm, kdo ho milují, připomíná apoštol Pavel v 1. listu Korintským, 2,9.10)
Přehled Světa věčného:
1. Co tento svět je, zda opravdu je, a o jeho principech
2. O svrchované SLÁVĚ Boží, budovatelce věčného světa
3. O slávě Boží MOUDROSTI, jež zmatenosti všech věků opět uvede do podivuhodného věčného řádu
4. O slávě Boží MOCI, jež si navěky podrobí všechny vzpurné mocnosti světa i pekel
5. O slávě Božího MILOSRDENSTVÍ, jež do sebe pojme všechna neštěstí, do kterých upadla jeho stvoření
6. O slávě Boží SPRAVEDLNOSTI, jež navěky ve věčných tmavých žalářích zkrotí zatvrzele vzpurná stvoření
7. O obyvatelích budoucího světa a o stavu blaženosti, v němž se budou nacházet
8. O případech Božího království, o jeho kombinacích a konglobacích
9. O zrůdách budoucího věku, totiž o stvořeních vyloučených z účasti na blaženosti a o jejich provždy hrůzném postavení
10. O vládci věčnosti Bohu a o věčné nekonečnosti jeho království

## Závěrečná část
Závěrečná část Pansofie, o jejím rozličném užití k rozličným věcem z obecného i zvláštního hlediska
Přehled Závěrečné části:
1. PANCARPIA Pansofie – soustavné využívání všeobecné moudrosti z obecného hlediska
2. AUTOGNOSIA – první plod Pansofie či jak může každý člověk pomocí Pansofie dospět k poznání sebe, Boha a všech věcí
3. AUTONOMIA – druhý plod Pansofie
4. PANAUTOKRATEIA – třetí plod Pansofie
5. PANAUTARKEIA – čtvrtý plod Pansofie
6. PAMPAEDIA – pátý plod Pansofie
7. PANGLOTTIA – šestý plod Pansofie
8. PANORTHOSIA – sedmý plod Pansofie
9. PANEGYRUS světa – osmý plod Pansofie či všeobecný sněm k upevnění PANHENOSIE, všejednoty, aby se vskutku celá země stala jedním Božím domem, jednou obcí – jedním královstvím
10. Jubileus jubileorum – slavnost slavností čili světový mír

Stojí za zmínku připomenout, že pátý až sedmý plod Pansofie, tj. PAMPAEDIA, PANGLOTTIA a PANORTHOSIA, jsou knihy, následující za Pansofií v souhrnném díle De rerum humanarum emendatione consultatio catholica, jehož je Pansofie třetí částí.